# Рельван
Рельва́н (фр. Relevant) — коммуна во Франции, находится в регионе Рона — Альпы. Департамент — Эн. Входит в состав кантона Сен-Тривье-сюр-Муаньян. Округ коммуны — Бурк-ан-Брес.
Код INSEE коммуны — 01319.

## География
Коммуна расположена приблизительно в 370 км к юго-востоку от Парижа, в 38 км севернее Лиона, в 25 км к юго-западу от Бурк-ан-Бреса.
На территории коммуны расположены много озёр.

## Климат
Климат полуконтинентальный с холодной зимой и тёплым летом. Дожди бывают нечасто, в основном летом.

## История
Коммуна была образована 3 июля 1846 года.

## Население
Население коммуны на 2010 год составляло 466 человек.
| 1962 | 1968 | 1975 | 1982 | 1990 | 1999 | 2010 |
| ---- | ---- | ---- | ---- | ---- | ---- | ---- |
| 308  | 254  | 262  | 331  | 327  | 367  | 466  |

## Администрация
| Период | Период | Фамилия           | Партия                             | Примечания |
| ------ | ------ | ----------------- | ---------------------------------- | ---------- |
| 1945   | 1965   | Бенуа Туни        | Радикально-социалистическая партия |            |
| 1965   | 1989   | Клодиюс Альбан    | Радикально-социалистическая партия |            |
| 1989   | 2014   | Люсьен Понсе      |                                    |            |
| 2014   | 2020   | Кристиан Кюрнийон |                                    |            |

## Экономика
В 2010 году среди 295 человек трудоспособного возраста (15—64 лет) 232 были экономически активными, 63 — неактивными (показатель активности — 78,6 %, в 1999 году было 76,5 %). Из 232 активных жителей работали 220 человек (120 мужчин и 100 женщин), безработных было 12 (6 мужчин и 6 женщин). Среди 63 неактивных 16 человек были учениками или студентами, 35 — пенсионерами, 12 были неактивными по другим причинам.